# Europejski Komisarz ds. Rozwoju i Pomocy Humanitarnej
Europejski Komisarz ds. Rozwoju i Pomocy Humanitarnej – członek Komisji Europejskiej.
|    | Komisarz              | Lata      | Komisja                |
| -- | --------------------- | --------- | ---------------------- |
| 1  | Robert Lemaignen      | 1958–1962 | Hallstein I            |
| 2  | Henri Rochereau       | 1962–1970 | Hallstein II, Rey      |
| 3  | Jean-François Deniau  | 1970–1973 | Malfatti, Mansholt     |
| 4  | Claude Cheysson       | 1973–1981 | Ortoli, Jenkins, Thorn |
| 5  | Edgard Pisani         | 1981–1985 | Thorn                  |
| 6  | Lorenzo Natali        | 1985–1989 | Delors I               |
| 7  | Manuel Marin          | 1989–1995 | Delors II, Delors III  |
| 8  | João de Deus Pinheiro | 1995–1999 | Santer, Marín          |
| 9  | Poul Nielson          | 1999–2004 | Prodi                  |
| 10 | Joe Borg              | 2004      | Prodi                  |
| 11 | Louis Michel          | 2004–2009 | Barroso I              |
| 12 | Karel De Gucht        | 2009–2010 | Barroso I              |
| 13 | Kristalina Georgieva  | 2010–2014 | Barroso II             |